# Шэгги
Орвилл Ричард Баррелл (англ. Orville Richard Burrell; род. 22 октября 1968, Кингстон, Ямайка), более известный как Шэгги (англ. Shaggy), — Ямайский регги-исполнитель.

## Личная жизнь
Родом с Ямайки, Шэгги вырос в Бруклине и служил в армии во время операции «Буря в пустыне». Его старший сын — рэпер Robb Banks.

## Карьера
Родом из Ямайки Шэгги вырос в Бруклине (Нью-Йорк). Во время службы в армии принимал участие в операции «Буря в Пустыне». Демобилизовавшись, Шэгги решил попробовать себя в музыке, которая была наиболее популярна у него на родине. Результатом стала новая версия песни «Oh Carolina», которая пользовалась успехом в танцевальных клубах Европы, а в Великобритании заняла первое место в поп-чартах.
На протяжении последующих двух лет Шэгги был известен только за счет одной песни, однако осенью 1995 года он вернул себе первое место в британских чартах с песней «Boombastic». Эта композиция, использованная в рекламной кампании джинсов Levi's, стала очень популярная в США и была распродана тиражом свыше миллиона экземпляров, а сопутствующий альбом выиграл премию «Грэмми» в категории «лучший альбом в стиле регги». В 2007 году песня была использована как саундтрек в фильме «Мистер Бин на отдыхе».
Шэгги пробовал себя в различных областях, записал дуэт с Джэнет Джексон, однако со временем его известность стала уменьшаться, так что лейбл Virgin в конце концов расторг контракт с исполнителем.
В 2001 году Шэгги выпустил альбом «Hot Shot», который разошёлся тиражом свыше шести миллионов экземпляров, находился на верхних строчках Billboard Top 200 на протяжении шести недель и стал таким образом самым продаваемым альбомом в истории регги. Два сингла из него, «It Wasn’t Me» и «Angel», возглавляли хит-парады во многих странах по всему миру, включая Billboard Hot 100. Позднейшие записи Шэгги не смогли повторить подобного успеха.

## Дискография

### Студийные альбомы
- Pure Pleasure (1993)
- Original Doberman (1994)
- Boombastic (1995)
- Midnite Lover (1997)
- Hot Shot (2000)
- Lucky Day (2002)
- Clothes Drop (2005)
- Intoxication (2007)
- Shaggy & Friends (2011)
- Summer in Kingston (2011)
- Rise (2012)
- Out of Many, One Music (2013)
- Wah Gwaan?! (2019)

### Совместные альбомы
- 44/876  совместно со Sting (2018)